# František Hovorka (archivář)
František Hovorka, křtěný František Václav (26. října 1801 Rakovník – 7. listopadu 1873 Rakovník), byl český písmák, osvětový pracovník, divadelní ochotník, divadelní režisér, kronikář, knihovník a archivář. Povoláním byl malíř pokojů.

## Život
Narodil se v Rakovníku v rodině měšťana a krejčího Josefa Hovorky a jeho ženy Anny rozené Jarolímové. Od dětství měl zájem o kreslení, v čemž byl velmi zručný a zajímal se i o umění a malířství. Studium na piaristické škole v Praze nedokončil, jelikož byla německá. Tento neúspěch jej však neodradil a záhy nastoupil na pražskou malířskou akademii. Ve škole byl spokojen, ale pro značné finanční náklady, kterých se mu nedostávalo, ani tuto školu nedokončil a nakonec se vyučil malířem pokojů a usadil se v rodném městě.
František Hovorka byl velkým vlastencem a v roce 1840 se stal spolu s Dr. Matějem Dobromírem Štemberou iniciátorem vzniku knihovny v Rakovníku, která byla o rok později slavnostně otevřena.
Taktéž se aktivně zapojil mezi rakovnické ochotníky a opět s Dr. Štemberou obnovil činnost místního ochotnického spolku, který svá představení hrál výhradně v češtině. Zde se podílel krom vlastního hraní i na režii a vytvářel kulisy. V letech 1851–1873 zastával funkci knihovníka a od roku 1861 po dobu osmi roků zpracovával také městský archiv, ze kterého později čerpali mnozí odborníci, např. Zikmund Winter zde sbíral materiály pro svá díla. Za svou náročnou a obětavou práci byl Hovorka jmenován čestným členem „archeologické společnosti Vlast“ v Praze.
František Hovorka zemřel v Rakovníku na sklonku roku 1873 a pohřben byl na městském hřbitově.